# Battle Riot III
Battle Riot III fue el próximo evento de lucha libre profesional producido por Major League Wrestling (MLW), que está programado para el 10 de julio de 2021 en el 2300 Arena de Filadelfia, Pensilvania. Será el primer evento de MLW durante la pandemia de COVID-19 que contará con fanáticos con boletos en vivo, siendo el último el evento MLW vs AAA Super Series en 2020.

## Resultados
- Alex Kane derrotó a Budd Heavy.
  - Kane cubrió a Heavy después de un «The Mark of Kane».
- Gino Medina derrotó a KC Navarro.
  - Medina cubrió a Navarro después de un «Eat Defeat».
- The Von Erichs (Marshall Von Erich & Ross Von Erich) derrotaron a Team Filthy (Kevin Ku & Kit Osbourne) (con Tom Lawlor) en un Bunkhouse Brawl.
  - Marshall cubrió Kevin después de un «Iron Claw».
- Calvin Tankman derrotó a Lee Moriarty.
  - Tankman cubrió a Moriarty después de un «Tankman Driver».
- King Muertes derrotó a Richard Holliday y ganó Campeonato Peso Pesado de Caribe de IWA en un Caribbean Rules Match.
  - Muertes cubrió a Holliday después de un «Straight to Hell».
- Alexander Hammerstone derrotó a Tom Lawlor y retuvo el Campeonato Nacional Peso Abierto de la MLW.
  - Hammerstone cubrió a Lawlor después de un «Knightmare Pendulum».
- Willow Nightingale derrotó a  Ashley Vox (con Delmi Exo).
  - Nightingale cubrió a Vox después de un «Fisherman’s Suplex».
- Davey Richards derrotó a TJP.
  - Richards forzó a rendirse a TJP con un «Ankle Lock»
- LAX (Rivera & Slice Boogie) derrotaron a Injustice (Jordan Oliver & Myron Reed).
  - Slice cubrió a Reed después de un «Statue of Misery».
- Aramís derrotó a Arez.
  - Aramís cubrió a Arez después de un «3 Seconds Around the World».
- Jacob Fatu derrotó a Matt Cross y retuvo el Campeonato Mundial Peso Pesado de la MLW.
  - Fatu cubrió a Cross después de un «Samoan Drop».
- Alexander Hammerstone ganó una oportunidad por el Campeonato Mundial Peso Pesado de la MLW en un Battle Riot Match.
  - Hammerstone eliminó finalmente a Mads Krügger, ganando la lucha.

## Battle Riot Match Entradas y Eliminaciones
| Entrada | Luchador                  | N.º de eliminación | Eliminado por                              | Método de eliminación | Eliminación (es) |
| ------- | ------------------------- | ------------------ | ------------------------------------------ | --------------------- | ---------------- |
| 1       | Davey Richards            | 24                 | Lance Anoa'i                               | Over the top rope     | 2                |
| 2       | Tom Lawlor                | 2                  | Davey Richards                             | Over the top rope     | 0                |
| 3       | TJP                       | 13                 | E.J. Nduka                                 | Over the top rope     | 1                |
| 4       | Lee Moriarty              | 15                 | Calvin Tankman                             | Over the top rope     | 0                |
| 5       | Kit Osbourne              | 4                  | Marshall Von Erich                         | Pinfall               | 0                |
| 6       | King Mo                   | 9                  | E.J. Nduka                                 | Over the top rope     | 0                |
| 7       | Calvin Tankman            | 18                 | E.J. Nduka                                 | Over the top rope     | 2                |
| 8       | Arez                      | 11                 | E.J. Nduka                                 | Over the top rope     | 0                |
| 9       | Gringo Loco               | 6                  | E.J. Nduka                                 | Over the top rope     | 0                |
| 10      | Zenshi                    | 7                  | E.J. Nduka                                 | Over the top rope     | 0                |
| 11      | Aramis                    | 3                  | Slice Boogie                               | Over the top rope     | 0                |
| 12      | Alex Kane                 | 8                  | E.J. Nduka                                 | Over the top rope     | 0                |
| 13      | Myron Reed                | 21                 | Danny Rivera y Slice Boogie *              | Pulled down           | 1                |
| 14      | Savio Vega                | 1                  | Danny Rivera y Slice Boogie                | Pinfall               | 0                |
| 15      | Jordan Oliver             | 22                 | Danny Rivera y Slice Boogie *              | Pulled down           | 1                |
| 16      | The Beastman              | 5                  | E.J. Nduka                                 | Over the top rope     | 0                |
| 17      | Danny Rivera              | 19                 | Jordan Oliver y Myron Reed                 | Over the top rope     | 1                |
| 18      | Slice Boogie              | 20                 | Jordan Oliver y Myron Reed                 | Over the top rope     | 2                |
| 19      | Matt Cross                | 14                 | E.J. Nduka                                 | Over the top rope     | 1                |
| 20      | Bu Ku Dao                 | 12                 | TJP                                        | Pinfall               | 0                |
| 21      | Marshall Von Erich        | 37                 | Mads Krügger                               | Over the top rope     | 4                |
| 22      | E. J. Nduka               | 17                 | Calvin Tankman                             | Over the top rope     | 10               |
| 23      | Kimchee                   | 10                 | E.J. Nduka                                 | Over the top rope     | 0                |
| 24      | Zicky Dice                | 25                 | Ikuro Kwon                                 | Pinfall               | 0                |
| 25      | Kevin Ku                  | 16                 | Davey Richards                             | Over the top rope     | 0                |
| 26      | KC Navarro                | 28                 | Mads Krügger                               | Over the top rope     | 0                |
| 27      | Lance Anoa'i              | 27                 | Mads Krügger                               | Over the top rope     | 1                |
| 28      | L.A. Park (Tom Lawlor) ** | 23                 | Marshall Von Erich                         | Over the top rope     | 0                |
| 29      | Simon Gotch               | 38                 | Alexander Hammerstone                      | Over the top rope     | 0                |
| 30      | Daivari                   | 39                 | Alexander Hammerstone                      | Over the top rope     | 0                |
| 31      | The Blue Meanie           | 26                 | King Muertes                               | Pinfall               | 0                |
| 32      | Ikuro Kwon                | 35                 | Marshall Von Erich                         | Over the top rope     | 1                |
| 33      | Ross Von Erich            | 36                 | Mads Krügger                               | Over the top rope     | 1                |
| 34      | Josef Samael              | 34                 | Alexander Hammerstone                      | Over the top rope     | 0                |
| 35      | Alexander Hammerstone     | –                  | Ganador                                    | –                     | 5                |
| 36      | Sentai Death Squad ***    | 32/33              | Alexander Hammerstone y Marshall Von Erich | Over the top rope     | 0                |
| 37      | Kwang The Ninja           | 30                 | King Muertes                               | Pinfall               | 0                |
| 38      | King Muertes              | 31                 | Marshall & Ross Von Erich                  | Over the top rope     | 3                |
| 39      | Gino Medina               | 29                 | King Muertes                               | Over the top rope     | 0                |
| 40      | Mads Krügger              | 40                 | Alexander Hammerstone                      | Over the top rope     | 4                |

(*) - Danny Rivera y Slice Boogie ya se encontraban eliminados.
(**) - Lawlor se disfrazó de L.A. Park para reingresar a la lucha.
(***) - Ambos miembros del Sentai Death Squad de The Contra Unit ingresaron a la lucha